# التهاب الغضروف الضلعي
التهاب الغضروف الضلعي المعروف أيضًا باسم ألم جدار الصدر أو المتلازمة الضلعية القصية أو الألم الغضروفي الضلعي القصي هو التهاب حاد مؤقت غالبًا يصيب الغضروف الضلعي، وهو البنية التي تصل كل ضلع بعظم القص في المفصل الضلعي القصي. تعتبر هذه الحالة سببًا شائعًا للألم الصدري. على الرغم من أن التهاب الغضروف الضلعي يُشفى تلقائيًا في معظم الحالات، يمكن أن يتحول إلى حالة ناكسة غامضة أو مجهولة علامات البدء.
قد تكون أعراض التهاب الغضروف الضلعي مشابهة للألم الصدري المرتبط بالنوبة القلبية. يُعتبر الألم الصدري حالة طبية إسعافية حتى تُنفى الإصابات القلبية المهددة للحياة (مثل المتلازمة الإكليلية الحادة) بشكل قاطع. يُشار إلى الحالات الشديدة من التهاب الغضروف الضلعي التي تشمل تورمًا مؤلمًا باسم متلازمة تيتزا، وهو مصطلح يُستخدم بشكل متبادل مع التهاب الغضروف الضلعي في بعض الأحيان. لكن بعض الأطباء يرون التهاب الغضروف الضلعي ومتلازمة تريتزا حالتان مرضيتان مختلفتان نظرًا لغياب تورم الغضروف الضلعي في التهاب الغضروف الضلعي.
تعتبر الخيارات العلاجية لالتهاب الغضروف الضلعي محدودة، وعادة ام تشمل الراحة والأدوية المسكنة للألم والأدوية المضادة للالتهاب. يمكن تدبير الحالات المترافقة بألم مستمر من خلال حقن الكورتيزون، كما قد تُعتبر الجراحة خيارًا مطروحًا إذا كانت الحالة شديدة. يُنصح المصابون بالتهاب الغضروف الضلعي عادة بتجنب النشاطات الجسدية الشاقة بهدف تجنب بداية الهجمة.

## الأعراض والعلامات
يحدث الألم أو الإيلام لدى الجس عادة على جانبي القص ويؤثر على عدد من الأضلاع، كما يزداد الألم بالسعال والتنفس العميق والنشاط الجسدي. عند إجراء الفحص السريري، يتحرى الطبيب المريض ويتحسس بحثًا عن مناطق متورمة أو مؤلمة عند الجس، كما يمكن له إحداث ألم التهاب الغضروف الضلعي بتحريك قفص المريض الصدري أو يديه.
يعتبر مكان حدوث الألم نسبة إلى عظم القص عاملًا مساعدًا على التمييز بين التهاب الغضروف الضلعي ومتلازمة تيتزا. يؤثر التهاب الغضروف الضلعي عادة على المفصل الضلعي القصي الضلعي الثالث والرابع والخامس على عكس متلازمة تيتزا التي تصيب عادة المفصل الضلعي القصي الثاني أو الثالث. يتراجع الألم الناتج عن التهاب الغضروف الضلعي عادة خلال عام واحد.

## الأسباب
يكون السبب غير محدد في معظم حالات التهاب الغضروف الضلعي. لكنها قد تكون ناتج عن رض جسدي (نتيجة إصابة مباشرة أو رفع جسم ثقيل أو هجمات شديدة من السعال)، أو مرتبطة بالجنف أو التهاب الفقار اللاصق أو التهاب المفاصل الرثياني أو الفصال العظمي أو الأورام (الحميدة منها أو الخبيثة).
يمكن أن يسبب إنتان المفصل الضلعي القصي إلى حدوث التهاب الغضروف الضلعي في حالات نادرة. تحدث غالبية حالات التهاب الغضروف الضلعي الإنتاني نتيجة الإصابة ببكتيريا الشعية الفطرية أو المكورة العنقودية الذهبية أو السلمونيلا أو فطور المبيضة البيضاء. في بعض الحالات النادرة، يمكن أن تكون بكتيريا الإشريكية القولونية سبب التهاب الغضروف الضلعي الإنتاني. هناك أدلة غير مثبتة حول ترافق الألم الصدري الضلعي الغضروفي بنقص الفيتامين د في بعض الحالات، وعدة تقارير قصصية حول إمكانية ترافقه بربط الثدي، وهو من الممارسات الشائعة في مجتمع المتحولين جنسيًا. تقترح بعض دراسات الحالات وسلاسل الحالات أن الألم والتهاب المفاصل القصية الضلعية قد تكون نتيجة لفرط حركية المفاصل الضلعية الفقرية و/أو المفاصل القصية الضلعية.

## التشخيص

### التشخيص التفريقي
نذكر من الأسباب الأخرى لحدوث الألم الصدري المشابه لذلك الناتج عن التهاب الغضروف الضلعي على سبيل المثال لا الحصر ما يلي:
- الأسباب القلبية:
  - النوبة القلبية[20]
  - التهاب التامور/التهاب العضلة القلبية[21]
  - أم الدم الأبهرية
- الأسباب الهضمية:[20]
  - ارتجاع معدي مريئي
  - التهاب المعدة
  - التهاب المريء
- الأسباب العضلية الهيكلية:
  - الألم الليفي العضلي
  - كسر ضلعي
  - التهاب الفقار القسطي
  - الانتقالات العظمية الناتجة عن سرطانات مثل سرطان البروستاتا، وسرطان الثدي، وورم الخلايا المصورية، والساركومات[8]
  - التهاب المفاصل التفاعلي[8]
- الأسباب التنفسية:
  - اضطراب القلق
  - اضطراب الهلع
  - فرط التنفس
- جهاز تنفسي:
  - ذات الرئة
  - استرواح الصدر
  - التهاب الجنبة
  - انصمام رئوي
- أسباب أخرى:
  - الهربس النطاقي (داء المنطقة)
  - إساءة استخدام الدواء
  - الورم النخاعي المتعدد

## العلاج
يمكن علاج التهاب الغضروف الضلعي من خلال العلاج الفيزيائي (الذي يشمل العلاج بالأمواج فوق الصوتية أو التحفيز الكهربائي للأعصاب عبر الجلد) أو من خلال الأدوية. يمكن أن يتضمن العلاج استخدام الأدوية اللاستيرويدية المضادة للالتهاب مثل إيبوبروفين أو مسكنات الألم الأخرى مثل باراسيتامول. يمكن أن تستدعي الحالات الشديدة من التهاب الغضروف الضلعي استخدام الأدوية الأفيونية مثل هيدروكودون أو أوكسيكودون أو الأدوية المضادة للالتهاب ثلاثية الحلقة مثل أميتربتيلين لعلاج الألم الناتج عن التهاب الغضروف الضلعي المزمن، كما قد تُستخدم الأدوية المضادة للاختلاج (أدوية الصرع) مثل غابابنتين.